# Janina Kamila Glanowska
Janina Kamila Glanowska (ur. 1 maja 1934 w Krakowie, zm. 1 czerwca 2011 tamże) – polska urzędniczka, propagatorka kultury ludowej.

## Biografia
Była córką górnika, Jana Rogozika (ur. 1906, zm. 1993) oraz Stefanii Mitki (ur. 1909, zm. 2003). Absolwentka Państwowego Liceum Bibliotekarskiego w Krakowie, gdzie zdała maturę w 1952 r. W latach 1952–1956 studiowała filologię romańską na Uniwersytecie Jagiellońskim (studiów nie ukończyła). Pracowała później m.in. w Wojewódzkiej i Miejskiej Bibliotece Publicznej w Krakowie (do 1959), Szkole Podstawowej i Liceum Ogólnokształcącym w Skawinie oraz w Wydziale Kultury i Sztuki Prezydium Wojewódzkiej Rady Narodowej (1960–1975, jako inspektor ds. plastyki ludowej i folkloru). W latach 1964 podjęła, a w 1968 roku ukończyła studia w Wyższej Szkole Pedagogicznej w Krakowie, gdzie uzyskała tytuł magistra pedagogiki. W 1975 roku pracowała w Wydziale Kultury Urzędu Miasta Krakowa. 
Jako urzędniczka wspierała animatorów kultury, festiwale, konkursy, wystawy powiązane ze sztuką ludową. Była współtwórczynią i propagatorką ważnych wydarzeń kulturalnych, m.in. Międzynarodowego Festiwalu Folkloru Ziem Górskich w Zakopanem (współpracowała z biurem festiwalu w latach 1965–1999, była sekretarzem jury, działała przy koordynacji wydarzenia i tworzeniu jego regulaminu), Konkursu Zdobnictwa Bibułkowego w Żywcu (kompletowała składy komisji konkursowej, bywała konkursową jurorką), Festiwalu Folkloru Górali Polskich, konkursów „Sabałowe Bajania” (Bukowina Tatrzańska), „Góralski Karnawał” (tamże), „Malowana Chata” (Zalipie). Wspólnie z Pracownią Badania Sztuki Ludowej IS PAN gromadziła materiały na temat sztuki ludowej powiatów województwa krakowskiego. Współpracowała z licznymi instytucjami, m.in. z Muzeum Etnograficznym w Krakowie, krakowskim oddziałem Polskiego Towarzystwa Ludoznawczego, Małopolskim Ośrodkiem Kultury, Fundacją Cepelia oraz organizacjami kulturalnymi z Myślenic.
Mimo przejścia na emeryturę w 1984 roku, nadal aktywnie wspierała kulturę Małopolski. Zmarła 1 czerwca 2011 roku.

## Nagrody i odznaczenia
- Odznaka „Zasłużony Działacz Kultury” (1969)
- Nagroda Ministra Kultury i Sztuki (1972, 1980)
- Złoty Krzyż Zasługi (1975)
- Złota Odznaka za Zasługi dla Ziemi Krakowskiej (1984)
- Krzyż Kawalerski Orderu Odrodzenia Polski (1986)
- Złota Odznaka "Za Pracę Społeczną dla Miasta Krakowa" (1989)
- Nagroda im. Oskara Kolberga "Za zasługi dla kultury ludowej" (1999)[3]
- Srebrny Medal „Zasłużony Kulturze Gloria Artis” (2009)[6]